# Kolomensky (huyện)
Huyện Kolomensky (tiếng Nga: ? райо́н) là một huyện hành chính tự quản (raion), của Tỉnh Moskva, Nga. Huyện có diện tích 1111 km², dân số thời điểm năm 2017 là 44.571 người. Trung tâm của huyện đóng ở Kolomna.